# Anders Nyberg (musiker)
Anders Mikael Nyberg, född 23 maj 1955 i Malung, är en svensk musiker, kompositör, arrangör, körledare, och textförfattare.
Han har studerat kördirigering vid Kungliga Musikhögskolan i Stockholm och komposition privat för Bengt Hallberg. Under många år var han musiker i och ledare för sånggruppen Fjedur som i slutet av 70-talet turnerade i Sydafrika och tog med sig hem musik därifrån som gruppen sen spred över världen. Det mesta av hans egen musik, över 300 körkompositioner och arrangemang, finns publicerade på det egna musikförlaget Peace of Music Publishing. Hans arbete med film inkluderar medförfattande av Kaj Pollaks  internationella succéfilm Så som i himmelen som nominerades till en Oscar.  Hans arbete som körledare, musiker och föreläsare har fört honom till över 30 länder på sex kontinenter - men han färdas även steg för steg i projektet "The Path". Det startade i Trondheim 2012 och har nu tagit honom till fots hela vägen till mellersta Tyskland, där han delar sina sånger och historier någon vecka varje sommar.

## CD och LP med musik av Anders Nyberg i urval
- Tröst, Lutherska Missionskyrkans kör. LMK007, Naxos Sweden AB, 2012
- Ur djupet av mitt hjärta, körmusik av Anders Nyberg sjungen av Piteå musikhögskolas kammarkör. Dirigenter Anders Nyberg och Erik Westberg.[1]
- Kvintessens, musik från fyra väderstreck och fyra element av Anders Nyberg. Solister Anna Sahlene, André Delang, Simone Moreno, Rostam Mirlashari och Gunnel Mauritzon. Peace of Music 2009
- Uppsala University makes music, Uppsala University, 2004
- Kjell Lönnå väljer körklanger – stämsång på många sätt, Stockholm Records, 2003
- All we wanna do – Maria Höglund och His Master's noice,  HMNCD 022002 2002
- Länge leve livet – ett härligt urval av svenska kyrkokörer, Norrstrand, 2001
- Vi har musik inom oss, barnkörer från Göteborgs stift, Norrstrand, 2001
- Sånger för livet. 3 – live i Globen, Svenska journalens läkarmission och hjälpverksamhet, 2001
- Rymden ljuder av glädjens ord – julpsalmer från den svenska psalmboken, Ljudmakarna,  2001
- Triumf att finnas till – nordisk körmusik för kvinnoröster, La Cappella, Caprice, 2000
- Glädjefnatt – barnkörer från Linköping stift, Norrstrand, 2000
- Herren är min herde – körsång från Bohuslän, Halland och Västergötland, RF musikproduktion, 1999
- Sång till ljuset – körsång från Västmanland, Uppland och Dalarna, Norrstrand, 1998
- Det finns en kärlek – körsång från Dalsland och Västergötland, Norrstrand, 1997
- Du vind som värmer mig – körsång från Värmland, Norrstrand, 1997
- Toner för miljoner – svenska mästarna i körsång 1997, Naxos, 1997
- Sånggruppen Fjedur 79-83 - Four Leaf Clover 1996
- Lyriskt -  Hägerstens Motettkör 1995
- Himmelen inom – svensk folkmässa, av Anders Nyberg, Muspel Music, 1994
- Vila i mig – musik till tröst, Triangelförlaget, [1992]
- Octavox, Imogena, 1990
- Körfestival i Uppsala 1989, Arkens rundradio, 1989
- Sånggruppen Cantamus, Ljud- & bildstudion, 1989
- Att tycka om, Hogman, Ingrid, Music sound, 1986
- We shall never die, Fjedur, Four Leaf Clover, 1986
- Tills vi vunnit vår frihet, Piri piri, Proletärkultur, 1985
- Länge leve livet, Fjedur, Four leaf clover, 1984
- Freedom is coming, Nyberg, Anders, Sirius, 1983
- Praise god and dance, Lissdaniels, Mats, Spegling, 1982
- Fjedur - Four Leaf Clover, 1979
- Bomoj, Wisa, 1975
- Herren är min herde, Tack o lovkören (Uppsala), Wisa, 1975

## Körmusik på noter av Anders Nyberg i urval
Samlingar
- Amandla,  1979
- Fjedur,   1980
- Freedom is coming,   1983
- Länge leve livet!    1985
- We shall never die,   1986
- Imisa,   1987
- Korall 1,  1990
- Himmelen Inom, 1993
- Korall 2, 1994
- Kvintessens,    2010
- A Chorus of Miracles,    2012
- En kör av mirakler,  2014
- Song for Mandela  [Sång får man dela],   2014
- Missa Mira,   2014
- Mundekulla Heart-dances,   2016
- Korall 3, 2021
- En visa vill jag sjunga,  2022

## Filmmanusmedverkan
- Så som i himmelen,  2004
- Så ock på jorden,    2015